# Besiki Saldadze
Besiki Saldadze (ur. 9 marca 1990) – uzbecki zapaśnik walczący w stylu klasycznym. Zajął 20. miejsce na mistrzostwach świata w 2015. Zdobył brązowy medal na igrzyskach azjatyckich w 2014 i zajął piąte miejsce w 2010. Srebrny medal na mistrzostwach Azji w 2012. Drugi na mistrzostwach świata juniorów w 2010 roku.